# Онг Бак
„Онг Бак“ (на тайски: องค์บาก) е името на тайландски игрален филм, екшън.
Премиерата му е на 21 януари 2003 г. на Международния филмов фестивал в Банкок. Режисиран е от Праша Пинкю, а главната роля се изпълнява от Тони Джа. Специалист по бойна хореография е Пана Ритикрай. Международното заглавие на филма е Ong-Bak: Muay Thai Warrior.

## Оценки от критиката
В рецензия за „Ню Йорк Таймс“ А.О. Скотс пише, че Джа „несъмнено притежава потенциала да се превърне в международна екшън звезда, а „Онг Бак“ дава усещане за началото на бойка и силна кариера.“
Филмовият критик Робърт К. Елдър пише в „Чикаго Трибюн“, че „Джа съчетава безразсъдните изпълнения от ранната кариера на Чан с хладнокръвната свирепост на Джет Ли. Той създава мощно кинематографско преживяване, напомнящо за „Пияният майстор 2“ на Чан и „Легендата“ на Ли. Липсват ефектите, които са в противоречие със законите на гравитацията, използвани в „Тигър и дракон“ и „Герой“; „Онг Бак“ извоюва своето място в историята на киното с пот и рани.“

## Актьорски състав
- Тони Джа
- Печай Уонгамлао
- Пумуаре Йодкамол
- Уанакит Сириопут

## Бюджет
Според сайта „Дъ Намбърс“, приходите от филма са следните:
- Общо приходи в САЩ: $4 560 061
- Общо приходи извън САЩ: $19 499 798
- Общо приходи: $24 059 859

## Технически данни
- Продължителност на продукцията: 105 минути
- Образ: Цветен
- Език: тайландски, английски
- Съотношение ширина/височина: 1,85/1
- Звук: „Долби Диджитал Ий Екс“
- Местоположение на киностудиите: Банкок, Тайланд.[5]